# NGC 290
NGC 290 est un amas ouvert dans le Petit Nuage de Magellan (PNM) situé dans la constellation du Toucan. NGC 290 a été découvert par l'astronome écossais James Dunlop le 5 septembre 1834.

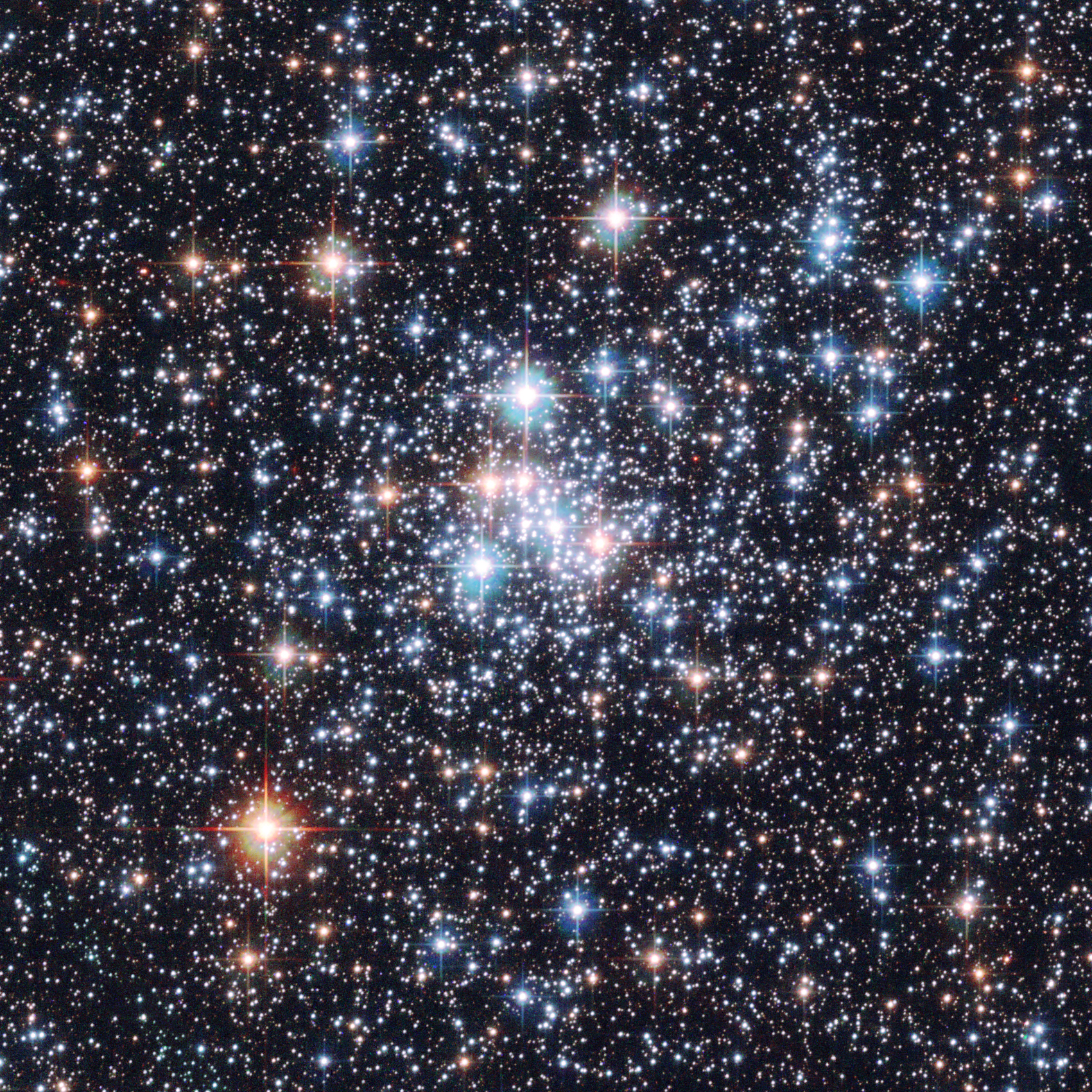
NGC 290 par le télescope spatial Hubble.

NGC 290 est à peu près à la même distance de nous que le PNM, soit 199 000 années-lumière.